# Nam Hóa

Vị trí tại Đài Nam

Nam Hóa (tiếng Trung: 南化區; bính âm: Nánhuà Qū) là một khu (quận) của thành phố Đài Nam, Trung Hoa Dân Quốc (Đài Loan). Địa hình của quận chủ yếu là đồi núi và đây là nơi có độ cao trung bình lớn nhất tại Đài Nam. Diện tích của Nam Hóa là 171,5192 km², dân số vào tháng 8 năm 2011 là 8.821 người thuộc 2.827 hộ gia đình, mật độ cư trú đạt 51,4 người/km².